# Большой Кийзас
Большой Кийзас — река в России, протекает по Новокузнецкому району Кемеровской области.
Устье реки находится в 23 км от устья реки Мрассу по левому берегу. Длина реки составляет 12 км.

## Данные водного реестра
По данным государственного водного реестра России относится к Верхнеобскому бассейновому округу, водохозяйственный участок реки — Томь от истока до города Новокузнецк, без реки Кондома, речной подбассейн реки — Томь. Речной бассейн реки — (Верхняя) Обь до впадения Иртыша.